# Eliška Václavíková
Eliška Václavíková, rodným jménem Teplá (* 10. února 1999 Polička) je česká juniorská biatlonistka, která několikrát nastoupila v závodech světového poháru. Zúčastnila se také mistrovství Evropy v biatlonu v letech 2021 a 2022 a mistrovství světa 2023.
Během léta 2022 si vzala trenéra Jiřího Václavíka. Od letních exhibičních závodů závodí pod novým příjmením Václavíková.
Biatlonu se věnuje od roku 2010. Ve světovém poháru debutovala v listopadu 2020 ve sprintu v Kontiolahti.
Jejím trenérem je Aleš Lejsek.

## Výsledky

### Olympijské hry a mistrovství světa
| Sezóna  | Akce | Místo   | SP  | SZ | HZ | IZ  | ŠT | SŠT | SZD | Věk    |
| ------- | ---- | ------- | --- | -- | -- | --- | -- | --- | --- | ------ |
| 2022/23 | MS   | Oberhof | 65. | –  | –  | 37. | –  | –   | –   | 24 let |

Poznámka: Výsledky z mistrovství světa ani z olympijských her se do celkového hodnocení světového poháru nezapočítávají.

### Světový pohár
Sezóna 2020/21
| ČSP              | Místo            | SP           | SZ           | HZ           | IZ           | ŠT           | SŠT          | SZD          | STŘ  |
| ---------------- | ---------------- | ------------ | ------------ | ------------ | ------------ | ------------ | ------------ | ------------ | ---- |
| –                | Kontiolahti      | 96.          | –            | –            | –            | –            | –            | –            | 80 % |
| 1.               | Kontiolahti (2)  | nestartovala | nestartovala | nestartovala | nestartovala | nestartovala | nestartovala | nestartovala |      |
| 2.               | Hochfilzen       | 77.          | –            | –            | –            | –            | –            | –            | 90 % |
| 3.               | Hochfilzen (2)   | nestartovala | nestartovala | nestartovala | nestartovala | nestartovala | nestartovala | nestartovala |      |
| 4.               | Oberhof          | nestartovala | nestartovala | nestartovala | nestartovala | nestartovala | nestartovala | nestartovala |      |
| 5.               | Oberhof (2)      | nestartovala | nestartovala | nestartovala | nestartovala | nestartovala | nestartovala | nestartovala |      |
| 6.               | Anterselva       | nestartovala | nestartovala | nestartovala | nestartovala | nestartovala | nestartovala | nestartovala |      |
| 7.               | Nové Město       | nestartovala | nestartovala | nestartovala | nestartovala | nestartovala | nestartovala | nestartovala |      |
| 8.               | Nové Město (2)   | nestartovala | nestartovala | nestartovala | nestartovala | nestartovala | nestartovala | nestartovala |      |
| 9.               | Östersund        | nestartovala | nestartovala | nestartovala | nestartovala | nestartovala | nestartovala | nestartovala |      |
| Celkové umístění | Celkové umístění | nkl          | –            | –            | –            | –            | –            | –            | –    |
| Celkové umístění | Celkové umístění | nkl          |              |              |              | –            | –            | –            | –    |

Sezóna 2021/22
| ČSP              | Místo             | SP            | SZ           | HZ           | IZ           | ŠT           | SŠT          | SZD          | STŘ          |
| ---------------- | ----------------- | ------------- | ------------ | ------------ | ------------ | ------------ | ------------ | ------------ | ------------ |
| 1.               | Östersund         | nestartovala  | nestartovala | nestartovala | nestartovala | nestartovala | nestartovala | nestartovala | nestartovala |
| 2.               | Östersund (2)     | nestartovala  | nestartovala | nestartovala | nestartovala | nestartovala | nestartovala | nestartovala | nestartovala |
| 3.               | Hochfilzen        | nestartovala  | nestartovala | nestartovala | nestartovala | nestartovala | nestartovala | nestartovala | nestartovala |
| 4.               | Annecy            | nestartovala  | nestartovala | nestartovala | nestartovala | nestartovala | nestartovala | nestartovala | nestartovala |
| 5.               | Oberhof           | nestartovala  | nestartovala | nestartovala | nestartovala | nestartovala | nestartovala | nestartovala | nestartovala |
| 6.               | Ruhpolding        | nestartovala  | nestartovala | nestartovala | nestartovala | nestartovala | nestartovala | nestartovala | nestartovala |
| 7.               | Anterselva        | nestartovala  | nestartovala | nestartovala | nestartovala | nestartovala | nestartovala | nestartovala | nestartovala |
| 8.               | Kontiolahti       | 74.           | –            | –            | –            | –            | –            | –            | 70 %         |
| 9.               | Otepää            | 36.           | –            | –            | –            | –            | –            | –            | 100 %        |
| 10.              | Holmenkollen-Oslo | nestartovala  | nestartovala | nestartovala | nestartovala | nestartovala | nestartovala | nestartovala | nestartovala |
| Celkové umístění | Celkové umístění  | 83.           | –            | –            | –            | –            | –            | –            | 85 %         |
| Celkové umístění | Celkové umístění  | 5 bodů (102.) |              |              |              | –            | –            | –            | 85 %         |

Sezóna 2022/23
| ČSP              | Místo                | SP           | SZ           | HZ           | IZ           | ŠT           | SŠT          | SZD          | STŘ          |
| ---------------- | -------------------- | ------------ | ------------ | ------------ | ------------ | ------------ | ------------ | ------------ | ------------ |
| 1.               | Kontiolahti          | 73.          | –            | –            | 39.          | –            | –            | –            | 90 %         |
| 2.               | Hochfilzen           | 77.          | –            | –            | –            | –            | –            | –            | 80 %         |
| 3.               | Annecy               | 78.          | –            | –            | –            | –            | –            | –            | 80 %         |
| 4.               | Pokljuka             | nestartovala | nestartovala | nestartovala | nestartovala | nestartovala | nestartovala | nestartovala | nestartovala |
| 5.               | Ruhpolding           | nestartovala | nestartovala | nestartovala | nestartovala | nestartovala | nestartovala | nestartovala | nestartovala |
| 6.               | Anterselva           | 75.          | –            | –            | –            | –            | –            | –            | 70 %         |
| 7.               | Nové Město na Moravě | nestartovala | nestartovala | nestartovala | nestartovala | nestartovala | nestartovala | nestartovala | nestartovala |
| 8.               | Östersund            | nestartovala | nestartovala | nestartovala | nestartovala | nestartovala | nestartovala | nestartovala | nestartovala |
| 9.               | Holmenkollen         | nestartovala | nestartovala | nestartovala | nestartovala | nestartovala | nestartovala | nestartovala | nestartovala |
| Celkové umístění | Celkové umístění     | nkl          | –            | –            | 65.          | –            | –            | –            | 84 %         |
| Celkové umístění | Celkové umístění     | 2 body (86.) |              |              |              | –            | –            | –            | 84 %         |

### Sezóna 2023/24
V sezoně 2023/2024 startovala v IBU Cupu.